# Георг I (король Великобритании)
Георг I (нем. Georg Ludwig von Hannover, англ. George I; 28 мая (7 июня) 1660, Ганновер — 11 (22) июня 1727, Оснабрюк) — король Великобритании с 1 (12) августа 1714 года, курфюрст Ганновера с 23 января (2 февраля) 1698, первый представитель Ганноверской династии на  британском королевском троне.
Георг Ганноверский, взойдя на британский престол, мало времени уделял государственным делам, поэтому власть сосредоточилась в руках кабинета министров.

## Биография
Родился Георг Людвиг Ганноверский 28 мая 1660 года в Ганновере на территории Священной Римской империи.
Будучи сыном Эрнста Августа, первого брауншвейгского курфюрста, принц Георг Людвиг получил права на британскую корону благодаря своей матери, принцессе Софии Ганноверской, внучке Якова I, а также Акту о престолонаследии, принятому английским парламентом в 1701 году. Согласно этому Акту, престолы Англии и Шотландии не могли занимать католики; принцесса София оказалась ближайшей протестантской родственницей дома Стюартов.
В 1682 году Георг женился на своей кузине, принцессе Софии Доротее Целльской. От этого брака родилось двое детей — сын Георг (будущий английский король Георг II) и дочь София Доротея (будущая мать прусского короля Фридриха Великого). Но длился союз недолго — в 1687 году принц расстался с супругой.
В 1698 году, после смерти отца, Георг Людвиг унаследовал брауншвейгское курфюршество. При его дворе работали такие светила культуры и науки, как математик Готфрид фон Лейбниц и композитор Георг Фридрих Гендель.
Мать Георга, София, наследница английского престола, скончалась за несколько недель до смерти британской королевы Анны, последовавшей 1 августа 1714 года. Георг поначалу не хотел занимать британский престол, но ганноверские советники уговорили его принять корону. Он прибыл в Лондон 18 сентября и короновался в Вестминстерском аббатстве.

## Якобитский вопрос
В 1715 году в Англии вспыхнуло восстание якобитов, желавших видеть на престоле брата покойной Анны, католика Якова (Джеймса) Стюарта. Правящие круги Британии не любили короля-немца, но всё же не хотели, чтобы трон занимал профранцузский католик Стюарт. Вскоре восстание было подавлено.
Когда невеста Якова Мария Клементина направлялась на свадьбу в Рим через Германию, император Священной Римской империи арестовал её. Это он сделал, чтобы успокоить короля Георга I, опасавшегося, что потомство Якова, которое может быть рождено в этом браке, и в будущем продолжит претензии Стюартов на британский престол.

## На закате дней
В 1717 году Георг активно участвует в создании антииспанского Тройственного союза Британии, Франции и Нидерландов. Внутренними делами Великобритании Георг Ганноверский мало интересовался — вся полнота власти сосредоточилась в руках кабинета министров, который с 1721 года возглавлялся Робертом Уолполом; Уолпола, самого могущественного человека своего времени, в историографии принято считать первым премьером Великобритании. В дальнейшем Георг все чаще навещал родную Германию, которая всегда оставалась ближе его душе, чем Великобритания. По пути в Ганновер он и скончался. Был там же захоронен в Княжеской усыпальнице Лейнского дворца, в 1957 году прах был перенесен в Мавзолей Вельфов. Ему наследовал старший сын, Георг II.

## Оценка деятельности
Король Георг I, долгое время считавшийся человеком невежественным и глупым, знал латынь, понимал по-голландски и по-итальянски. Некоторые источники также упоминают, что он владел французским языком, что рядом исследователей ставится под сомнение. Такое отношение к нему сформировалось из-за того, что Георг Ганноверский не любил страну, королём которой он стал после смерти Анны Стюарт.
Долгое время считалось, что король Георг I не умел говорить по-английски. Однако в некоторых исторических источниках упоминается, что суверен мог прекрасно говорить на английском, а также писать на этом языке.
Георг, король Великобритании, не любил публичные мероприятия. Ему нравилось проводить время в компании близких друзей, играть с ними в карты.

## Гербы
| Герб Георга Людвига, курфюрста Ганноверского (1698—1708) | Герб Георга Людвига, курфюрста Ганноверского (1708—1714) | Герб короля Великобритании Георга I (1714—1727) | Герб короля Великобритании Георга I в Шотландии (1714—1727) |

## Брак и дети
Жена: с 21 ноября 1682 года (развод 28 декабря 1694 года) София Доротея Брауншвейг-Люнебург-Целльская (15 сентября 1666 — 13 ноября 1726), дочь герцога Георга II Вильгельма Брауншвейг-Люнебург-Целльского. У них родилось двое детей:
- Георг Август (10 ноября 1683 — 25 октября 1760), король Великобритании и Ирландии (Георг II), курфюрст Брауншвейг-Люнебургский;
- София Доротея (16 марта 1687 — 28 июня 1757), вышла замуж за короля Пруссии Фридриха Вильгельма I, мать Фридриха II.

Кроме того, у Георга I также была многолетняя любовница Мелюзина фон дер Шуленбург ((25 декабря 1667 — 10 мая 1743)), герцогиня Манстер, маркиза и графиня Данганнон и баронесса Дандолк с 1716 года, герцогиня Кендал, графиня Февершем и баронесса Гластонберри с 1719 года, княгиня Эберштейн с 1722 года
от которой родилось 3 дочери:
- Анна-Луиза-София (1692—1773);
- Петронелла Мелюзина (1693—1778);
- Маргарита-Гертруда (1701—1728).